# 忘了怎麼快樂
《忘了怎麼快樂》是2012年由台灣歌手黃鴻升演唱的單曲。

## 簡介
單曲《忘了怎麼快樂》是黃鴻升「夜王G·host 黃鴻升2012巡回演唱會」主題曲，以及所主演電視劇《剩女保鏢》插曲、劇中男主角何仲祈之主題歌，由他親自填詞。2012年9月12日於電臺首播，2012年9月17日於滾石唱片官方YouTube頻道發佈歌詞版視頻 ，2012年9月21日於iTunes發行數碼版 ，實體單曲則隨「夜王G·host 黃鴻升2012巡回演唱會」預購門票限量贈送。
音樂錄影帶於2012年11月28日拍攝，並於2012年12月12日由滾石唱片官方YouTube頻道首播 。

## 曲目
1. 忘了怎麼快樂
  - 作曲：張簡君偉，作詞：黃鴻升、張簡君偉，編曲：張逸帆，監製：張簡君偉

## 音樂錄影帶
| 歌名         | 執導 | 首播日期       | 附註 |
| ------------ | ---- | -------------- | ---- |
| 忘了怎麼快樂 | 柏林 | 2012年12月12日 |      |